# Grand Souss
 (juin 2023).
Le Grand Souss,, (en chleuh : ⵙⵓⵙ ⴰⵎⵇⵇⵔⴰⵏ Sus Imqquren) est une expression désignant la région peuplée par les Chleuhs du Souss' dits Soussis, et englobe l’ensemble des régions où le tachelhit du Souss est parlé. Cette région s'étendant au nord d'Essaouira jusqu'à Azilal et s'étendant à l'est vers le sud à travers l'oued Draa, à l'ouest l'océan atlantique et au sud jusqu'à Guelmim, la porte du Sahara. Cette région comporte principalement dans le Haut Atlas, l'Anti-Atlas et la vallée du Souss.

## Politique
À l’image des différentes mouvements autonomistes existant à travers la  Tamazgha, le MAC (Mouvement autonomiste chaoui) ou le MAM (Mouvement autonomiste mozabite) par exemple, il existe un certain nombre de mouvements revendiquant une autonomie de la région culturelle chleuhe.